# Ил Молино (Болоња)
Ил Молино (итал. Il Molino) је насеље у Италији у округу Болоња, региону Емилија-Ромања.
Према процени из 2011. у насељу је живело 33 становника. Насеље се налази на надморској висини од 587 м.